# Cercina
Cercina (łac. Dioecesis Cercinitanus) – stolica historycznej diecezji w cesarstwie rzymskim w prowincji Byzacena, współcześnie w Tunezji na Wyspach Karkanna. Obecnie katolickie biskupstwo tytularne. 

## Biskupi tytularni
| Lp. | Biskup                           | Funkcja                                      | Od                | Do                  |
| --- | -------------------------------- | -------------------------------------------- | ----------------- | ------------------- |
| 1   | Auguste Alphonse Pierre Haouisée | wikariusz apostolski Nankin (Chiny)          | 2 lipca 1928      | 11 kwietnia 1946    |
| 2   | John Joseph McCarthy             | wikariusz apostolski Zanzibaru (Tanzania)    | 11 lipca 1946     | 25 marca 1953       |
| 3   | Emilio Benavent Escuín           | biskup pomocniczy Malagi (Hiszpania)         | 6 grudnia 1954    | 7 kwietnia 1967     |
| 4   | Amelio Poggi                     | nuncjusz apostolski                          | 27 maja 1967      | 23 grudnia 1974     |
| 5   | António Baltasar Marcelino       | biskup pomocniczy Lizbony (Portugalia)       | 15 lipca 1975     | 8 września 1983     |
| 6   | Fernando Charrier                | biskup pomocniczy Sieny (Włochy)             | 29 września 1984  | 22 kwietnia 1989    |
| 7   | Marin Srakić                     | biskup pomocniczy Ðakova-Osijeku (Chorwacja) | 2 lutego 1990     | 10 lutego 1996      |
| 8   | Silvano Tomasi                   | urzędnik Kurii Rzymskiej nuncjusz apostolski | 27 lipca 1996     | 24 kwietnia 1999    |
| 9   | Angelo Mottola                   | nuncjusz apostolski                          | 16 lipca 1999     | 8 października 2014 |
| 10  | Juan Carlos Ares                 | biskup pomocniczy Buenos Aires (Argentyna)   | 17 listopada 2014 | 19 maja 2023        |
| 11  | Michael Pham                     | biskup pomocniczy San Diego (USA)            | 6 czerwca 2023    | 22 maja 2025        |